# Goyder Regional Council
Koordinaten: 33° 41′ S, 138° 56′ O

Der Regional Council of Goyder ist ein lokales Verwaltungsgebiet (LGA) im australischen Bundesstaat South Australia. Das Gebiet ist 6.719 km² groß und hat etwa 4100 Einwohner (2016).
Goyder liegt in der Lower-North-Region von Südaustralien etwa 140 km nordöstlich der Metropole Adelaide. Das Gebiet beinhaltet 64 Ortsteile und Ortschaften: Aberdeen, Apoinga, Australia Plain, Baldina, Baldry, Booborowie, Bower, Brady Creek, Braemar (Station), Bright, Brownlow, Buchanan, Bundey, Burra, Burra Eastern Districts, Burra North, Canowie, Canowie Belt, Collinsville, Copperhouse, Deep Creek, Dutton, Emu Downs (Hill), Eudunda, Farrell Flat, Franklyn, Frankton, Geranium Plains, Gum Creek, Hallelujah Hills, Hallett, Hampden, Hansborough, Hanson, Julia, Ketchowla, Koonoona, Kooringa, Leighton, Mallet (Reservoir), Mongolata, Mount Bryan, Neales, Neath Vale, Ngapala, North Booborwie, Pandappa, Peep Hill, Point Pass, Porter Lagoon, Robertstown, Rocky Plain, Steinfeld, Sutherlands, Terowie, Thistle Beds, Tracy, Ulooloo, Whyte-Yarcowie, Willalo, Worlds End, Worlds End Creek, Yarcowi und Yongala Vale. Der Verwaltungssitz des Councils befindet sich in Burra, wo etwa 900 Einwohner leben (2016).

## Verwaltung
Der Council von Goyder hat sieben Mitglieder, die von den Bewohnern der vier Wards gewählt werden (drei aus Burra Ward, zwei aus Eudunda Ward und je einer aus Hallett und Robertstown Ward). Diese vier Bezirke sind unabhängig von den Stadtteilen festgelegt. Aus dem Kreis der Councillor rekrutiert sich auch der Mayor (Bürgermeister) des Councils.